# Plon (Gostomie)
Plon – część wsi Gostomie w Polsce, położona w województwie pomorskim, w powiecie kościerskim, w gminie Kościerzyna, na Pojezierzu Kaszubskim. Wchodzi w skład  sołectwa Gostomie.
W latach 1975–1998 Plon administracyjnie należał do województwa gdańskiego.